# Tumby
Tumby – wieś i civil parish w Anglii, w Lincolnshire, w dystrykcie East Lindsey. W 2011 roku civil parish liczyła 203 mieszkańców. Tumby jest wspomniana w Domesday Book (1086) jako Tunbi.